# Norman Park
Norman Park és una població dels Estats Units a l'estat de Geòrgia. Segons el cens del 2000 tenia 849 habitants.

## Demografia
Segons el cens del 2000, Norman Park tenia 849 habitants, 328 habitatges, i 246 famílies. La densitat de població era de 105,4 habitants/km².
Dels 328 habitatges en un 35,4% hi vivien nens de menys de 18 anys, en un 53% hi vivien parelles casades, en un 18,9% dones solteres, i en un 24,7% no eren unitats familiars. En el 23,2% dels habitatges hi vivien persones soles el 9,5% de les quals corresponia a persones de 65 anys o més que vivien soles. El nombre mitjà de persones vivint en cada habitatge era de 2,59 i el nombre mitjà de persones que vivien en cada família era de 3,05.
Per edats la població es repartia de la següent manera: un 28,5% tenia menys de 18 anys, un 7,8% entre 18 i 24, un 28% entre 25 i 44, un 23,7% de 45 a 60 i un 12% 65 anys o més.
L'edat mediana era de 33 anys. Per cada 100 dones de 18 o més anys hi havia 82,8 homes.
La renda mediana per habitatge era de 27.063 $ i la renda mediana per família de 31.875 $. Els homes tenien una renda mediana de 27.019 $ mentre que les dones 25.982 $. La renda per capita de la població era de 13.421 $. Entorn del 22,8% de les famílies i el 22,2% de la població estaven per davall del llindar de pobresa.

## Poblacions més properes
El següent diagrama mostra les poblacions més properes.